# 真鶴照久
真鶴 照久（まなづる てるひさ、1945年1月26日 -没年不明 ）は、北海道千歳市出身で朝日山部屋に所属した元大相撲力士。本名は野村 一久（のむら かずひさ）。176cm、103kg。最高位は西十両筆頭。得意技は左四つ、寄り、吊り。

## 経歴
農家の二男として生まれ、子供の頃から米俵1俵を担ぎ上げる程の力を持っていた。小学校では雨天の日に体育館の中で相撲を取っていたが、体格が小さい者にすら負ける程の弱さだったので相撲は嫌いであった。しかし、父は相撲好きであり、土地相撲で活躍した札幌市の寿司屋の主人に同郷で活躍している高鐵山を紹介されたので高鐵山が所属する朝日山部屋に入門した。
1961年11月場所に初土俵。1969年7月場所に十両昇進。そこから8場所連続で十両に在位したが、1970年9月場所に25歳で廃業した。廃業した後は千歳市で運送業を営んだ。

## 主な成績
- 通算成績：233勝202敗  勝率.536
- 十両成績：58勝62敗  勝率.483
- 現役在位：54場所
- 十両在位：8場所

### 場所別成績
| | 一月場所 初場所（東京） | 三月場所 春場所（大阪） | 五月場所 夏場所（東京） | 七月場所 名古屋場所（愛知） | 九月場所 秋場所（東京） | 十一月場所 九州場所（福岡） |
| --- | ----------------------- | ----------------------- | ----------------------- | --------------------------- | ----------------------- | --------------------------- |
| 1961年 （昭和36年） | x                       | x                       | x                       | x                           | x                       | （前相撲）                  |
| 1962年 （昭和37年） | 東序ノ口20枚目 6–1      | 西序二段46枚目 3–4      | 東序二段54枚目 5–2      | 東序二段4枚目 3–4           | 西序二段19枚目 4–3      | 西三段目92枚目 2–5          |
| 1963年 （昭和38年） | 東序二段20枚目 6–1      | 西三段目56枚目 5–2      | 西三段目18枚目 4–3      | 西三段目6枚目 2–5           | 西三段目26枚目 5–2      | 西幕下91枚目 4–3            |
| 1964年 （昭和39年） | 西幕下77枚目 4–3        | 東幕下69枚目 3–4        | 東幕下75枚目 5–2        | 東幕下56枚目 4–3            | 西幕下47枚目 3–4        | 東幕下51枚目 4–3            |
| 1965年 （昭和40年） | 東幕下45枚目 5–2        | 西幕下30枚目 4–3        | 東幕下26枚目 3–4        | 西幕下28枚目 0–7            | 西幕下60枚目 6–1        | 西幕下23枚目 3–4            |
| 1966年 （昭和41年） | 西幕下25枚目 3–4        | 東幕下27枚目 5–2        | 西幕下17枚目 5–2        | 東幕下12枚目 2–5            | 西幕下19枚目 4–3        | 西幕下14枚目 4–3            |
| 1967年 （昭和42年） | 西幕下12枚目 4–3        | 西幕下9枚目 4–3         | 東幕下17枚目 5–2        | 東幕下5枚目 2–5             | 西幕下14枚目 4–3        | 西幕下10枚目 3–4            |
| 1968年 （昭和43年） | 東幕下15枚目 3–4        | 西幕下17枚目 5–2        | 西幕下8枚目 3–4         | 西幕下12枚目 4–3            | 東幕下9枚目 3–4         | 東幕下11枚目 6–1            |
| 1969年 （昭和44年） | 東幕下4枚目 2–5         | 西幕下14枚目 6–1        | 東幕下2枚目 5–2         | 西十両13枚目 10–5           | 東十両5枚目 8–7         | 西十両3枚目 9–6             |
| 1970年 （昭和45年） | 西十両筆頭 4–11         | 西十両7枚目 7–8         | 西十両8枚目 7–8         | 西十両10枚目 8–7            | 東十両9枚目 引退 5–10–0 | x                           |
| 各欄の数字は、「勝ち-負け-休場」を示す。 優勝 引退 休場 十両 幕下 三賞：敢=敢闘賞、殊=殊勲賞、技=技能賞 その他：★=金星 番付階級：幕内 - 十両 - 幕下 - 三段目 - 序二段 - 序ノ口 幕内序列：横綱 - 大関 - 関脇 - 小結 - 前頭（「#数字」は各位内の序列） |                         |                         |                         |                             |                         |                             |

## 改名歴
- 高津龍 一久（たかつりゅう かずひさ）1961年11月場所 - 1963年11月場所
- 二瀬洋（ふたせなだ）1964年1月場所 - 1967年3月場所
- 野村 一久（のむら かずひさ）1967年5月場所 - 1967年9月場所
- 二瀬洋（ふたせなだ）1967年11月場所 - 1969年1月場所
- 真鶴 照久（まなづる てるひさ）1969年3月場所 - 1970年9月場所